# Saint Paulin libérant l'esclave
Saint Paulin libérant l'esclave est une huile sur toile de Giovanni Bernardino Azzolino (306 x 210 cm) réalisée entre 1626 et 1630 et conservée au Pio Monte della Misericordia de Naples.
Ce tableau est conservé au même endroit où il a été commandé. C'est l'un des sept tableaux d'autel des chapelles latérales de l'édifice. Celui au-dessus du maître-autel est du pinceau du Caravage et représente Les Sept Œuvres de miséricorde.
Ce tableau d'Azzolino a longtemps été attribué à Carlo Sellitto dont on pensait qu'il avait peint la partie la plus réussie du tableau, c'est-à-dire l'esclave et le sultan qui montrent une certaine influence caravagesque, influence de laquelle Azzolino n'était pas tributaire selon certains. Or Sellitto meurt seize ans avant l'exécution de cette œuvre.
Celle-ci rappelle un épisode de l'hagiographie de saint Paulin qui offre sa vie en échange de la liberté d'un jeune esclave, fils unique d'une veuve, au chef des Vandales. Ici l'épisode a été transposé à l'époque contemporaine du tableau, lorsque les pirates musulmans enlevaient en captivité les habitants des zones côtières de l'Italie méridionale. L'esclave libéré de ses chaînes baise le sol à gauche en premier plan, en signe de remerciement. Des femmes lèvent les bras vers le ciel d'où l'on aperçoit en fond la Sainte Trinité. À droite, le sultan enturbanné semble conduire une affaire commerciale qu'il conclut en touchant l'épaule du saint évêque de Nole. Derrière lui se trouvent un garçonnet pensif accroché à son manteau et deux Turcs qui paraissent dubitatifs. Saint Paulin, vêtu de l'habit noir clérical de cette époque de la Réforme catholique, met la main sur le cœur.